# Wolseley 4/50
Wolseley 4/50 är en personbil, tillverkad av den brittiska biltillverkaren Wolseley mellan 1948 och 1953.
I oktober 1948 presenterade Wolseley sina nya efterkrigsbilar. Bilarna delade kaross och teknik med sina enklare syskonmodeller från Morris, men 4/50 kan närmast beskrivas som en fyrcylindrig version av Wolseley 6/80. Wolseley-bilarna delade den påkostade interiören, med träpaneler och skinnklädsel. Motorn var mindre version av 6/80:ns sexa med överliggande kamaxel.
4/50-modellen blev aldrig lika populär som den större 6/80. En orsak till detta kan vara den alltför svaga motorn. Samtidigt var prisskillnaden mellan bilarna inte större än att potentiella kunder hellre lade till lite extra för att få den större modellen.